# 广海镇
广海镇，是中华人民共和国广东省江门市台山市下辖的一个乡镇级行政单位。鎮內靠近南中國海沿岸一帶以鎮取名為廣海灣，建設有國家一级貨櫃碼頭广海港，属大廣海灣經濟區核心之一。

## 行政区划
广海镇下辖以下地区：
广海城社区、环城社区、城北村、双龙村、靖安村、奇石村、团村、中兴村和渔业鲲鹏村。

## 廣海灣港區
广海湾港区，亦称广海港(港口代碼：CNGHI)。大广海湾经济区区內国家一级码头。广海港包括分布在江門市台山市南端广海湾、和上、下川岛等码头泊位。广海作业区：广海(一期)码头，位于广海湾内烽火角水闸下游，水域面积广，交通畅顺，目前已建成 2 个 5000 吨级泊位，设计吞吐能力 75 万吨，其中集装箱3.8 万 TEU。